# Empathogen (альбом)
| Оценки критиков | Оценки критиков |
| Источник        | Оценка          |
| --------------- | --------------- |
| Pitchfork       | 6.8/10          |
| Sputnikmusic    | 4.3/5           |

Empathogen является шестым студийным альбомом американской певицы Willow, выпущенным 3 мая 2024 года на лейблах Three Six Zero и Gamma.

## Выпуск и продвижение
Уиллоу выпустила песню «Symptom of Life» 12 марта 2024 года. Релиз песни сопровождался музыкальным клипом, снятым самой артисткой. Уиллоу анонсировала Empathogen 11 апреля, а дата релиза была назначена на 3 мая. Одновременно с анонсом она выпустила второй сингл «Big Feelings», на который также был снят клип. 1 мая NPR Music показало концерт Уиллоу на Tiny Desk Concert в преддверии выхода альбома, где она исполнила «Symptom of Life», «Big Feelings» и ещё один трек с альбома — «Run!». Empathogen был выпущен 3 мая на Three Six Zero и Gamma. Делюкс-издание под названием Ceremonial Contrafact было выпущено 27 сентября, с тремя дополнительными треками.

## Список композиций
| №                   | Название                                 | Автор(ы)                                   | Продюсер(ы)               | Длительность |
| ------------------- | ---------------------------------------- | ------------------------------------------ | ------------------------- | ------------ |
| 1.                  | «Home» (при участии Джона Батиста)       | Уиллоу Смит Джон Батист Кейт Мангер        | Смит Батист Зак Браун [a] | 3:03         |
| 2.                  | «Ancient Girl»                           | Смит                                       | Смит                      | 1:30         |
| 3.                  | «Symptom of Life»                        | Смит Эшер Бэнк Крис Греатти Брэд Оберхофер | Смит Греатти              | 3:09         |
| 4.                  | «The Fear Is Not Real»                   | Смит Греатти                               | Смит Греатти              | 3:38         |
| 5.                  | «False Self»                             | Тейлор Гордон Греатти                      | Смит Греатти              | 2:52         |
| 6.                  | «Pain for Fun» (при участии St. Vincent) | Смит Энни Кларк Греатти                    | Смит Греатти              | 3:26         |
| 7.                  | «No Words 1 & 2»                         | Смит Эдди Бенджамин                        | Смит Бенджамин            | 1:24         |
| 8.                  | «Down»                                   | Смит Бенджамин                             | Смит Бенджамин            | 1:11         |
| 9.                  | «Run!»                                   | Смит Греатти                               | Смит Греатти              | 3:08         |
| 10.                 | «Between I and She»                      | Смит Бэнк Греатти Элайджа Рок              | Смит Греатти Рок [a]      | 2:34         |
| 11.                 | «'I Know That Face.'»                    | Смит Бенджамин                             | Смит Бенджамин            | 1:50         |
| 12.                 | «Big Feelings»                           | Смит Греатти Зак Тенорио                   | Смит Греатти              | 4:24         |
| Общая длительность: | Общая длительность:                      | Общая длительность:                        | Общая длительность:       | 32:00        |

| №                   | Название                                 | Автор(ы)                        | Продюсер(ы)         | Длительность |
| ------------------- | ---------------------------------------- | ------------------------------- | ------------------- | ------------ |
| 13.                 | «Wanted» (при участии Камаси Вашингтона) | Смит Бенджамин Камаси Уошингтон | Смит Бенджамин      | 2:39         |
| 14.                 | «Layers»                                 | Смит Бенджамин                  | Смит Бенджамин      | 2:37         |
| 15.                 | «To You»                                 | Смит Антонио Моллура            | Смит                | 1:30         |
| Общая длительность: | Общая длительность:                      | Общая длительность:             | Общая длительность: | 39:03        |

Комментарии
- ↑  обозначает приглашённого продюсера

## Участники записи
Музыканты
- Уиллоу Смит — лид-вокал (все треки), гитара (треки 1, 2), бэк-вокал (4, 5), электрогитара (4, 9)
- Зак Браун — бас-гитара, перкуссии (трек 1)
- Джон Батист — ударные, фортепиано, вокал (трек 1)
- Крис Греатти — бас-гитара (треки 3-6, 9, 10, 12), гитара (3, 5), перкуссия (3-5, 9), акустическая гитара (4, 6, 9, 10), фортепиано (9), электрогитара (10, 12)
- Эшер Бэнк — ударные (треки 3, 4, 6, 9, 10, 12)
- Бред Оберхофер — фортепиано (трек 3)
- Зак Тенорио — фортепиано, синтезатор (5, 6, 12), струнные (5)
- Энни Кларк — вокал (трек 6)
- Эдди Бенджамин — бас-гитара, ударные, гитара, синтезатор (треки 7, 8, 11)
- Элайджа Рок — акустическая гитара, бас-гитара (трек 10)

Техники
- Джо ЛаПорта — мастеринг
- Митч МакКарти — микширование
- Зак Браун — инжениринг (треки 1, 2)
- Adam Schoeller — инжениринг (трек 3)
- Крис Греатти — инжениринг (трек 3)
- Оскар Корнехо — инжениринг (трек 11)

## Чарты
| Чарт (2024)                      | Высшая позиция |
| -------------------------------- | -------------- |
| США (Top Jazz Albums, Billboard) | 3              |